# سیارک ۴۲۸۵
سیارک ۴۲۸۵ (به انگلیسی: 4285 Hulkower، نامگذاری:1988NH) چهار هزار و دویست و هشتاد و پنجمین سیارک کشف شده‌است که در ۱۱ ژوئیه ۱۹۸۸ کشف شد.
قدر مطلق سیارک برابر ۱۲٫۱۰ است.